# مانويل بولو وبيرولون
مانويل بولو وبيرولون (1846-1918) كاتب، ومنظر، وأكاديمي، وسياسي إسباني. اشتهر بأنه مؤلف لخمس روايات تقع بين الرومانسية والواقعية، ومصنفة كجزء من كوستومبريسمو، وهي تعتبر حاليًا أدبيات من الدرجة الثانية. كفيلسوف تمسك بالتوماوية الجديدة وركز في الغالب على مواجهة الكراوسية. في التعليم، مثل البعثية الكاثوليكية، التي واجهت بشدة التيار الليبرالي. نشط في السياسة داخل الكارلية؛ وصلت حياته المهنية إلى ذروتها خلال فترة ولايته 1896-1898 في مجلس النواب، وولايته 1907-1915 في مجلس الشيوخ.

## عالم وفيلسوف
درّس بولو علم النفس والمنطق والأخلاق في كلية تيرويل لمدة 9 سنوات. بعد تعرضه للمضايقات بسبب تعاطفه مع الكارلية، قرر مغادرة أراغون. بعد عملية التقدم والاختيار الناجحة، تولى نفس الكرسي في معهد سيغوندا إنسينيانزا في فالنسيا في 1879، حيث استمر في التدريس حتى أوائل القرن العشرين. كان عضوًا في رابطة الكاتدراتيكوس النوميراريوس، ونشط في عدد من المؤسسات العلمية الإسبانية والأجنبية. توج حياته المهنية في عام 1908، عندما انضم إلى الأكاديمية الملكية للتاريخ.
خلال فترة عمله في فالنسيا، كتب بولو كتبًا مدرسية لطلاب الفلسفة: عناصر علم النفس (1879)، وعناصر علم النفس (1879)، وعناصر الأخلاقيات (1880)، وعناصر الأخلاقيات أو الفلسفة الأخلاقية (1882)، وعناصر الفلسفة الأخلاقية (1889)، والمنطق البسيط (1902)، وأساسيات الأخلاقيات (1902)، واستخدِمت أيضًا في مراكز علمية أخرى في جميع أنحاء البلاد. لم يطور أي مساهمة فلسفية أصلية بنفسه؛ بصرف النظر عن الأعمال المتعلقة بالتاريخ والاستعراضات العامة، اشتهر بولو بمواجهة بعض الاتجاهات التي تشكل العقلية التعليمية الليبرالية، وخاصة الكراوسية والداروينية. يصنف موقفه على أنه توماوي جديد أو كاثولكي جديد في الفلسفة والبعثية السياسية التربوية في علم التربية.
تطور رفض بولو للكراوسية خلال مسيرته في التدريس ونبع من اهتمامه المتزايد بعلم التربية والتعليم عمومًا. خلال العقود الأخيرة من القرن التاسع عشر، أصبحت الكراوسية قوة فلسفية للسياسة الإسبانية الليبرالية، ويمثلها في الغالب فرانسيسكو غينر ديل ريوس ومعهد ليبر دي إنسينيانزا. كان خصمها الفكري الرئيسي مينينديز وبيلايو. ظل صديقه بولو مؤيدًا إلى حد ما ولم يبنِ نظريته المعادية للكراوسية، على الرغم من أن قوته أكسبته وصف العدو الكبير للهمجية الكراوسية، خاصة وأن الكراوسية الإسبانية، التي تجنبت في البداية المواجهة المباشرة مع الكنيسة، اتخذت لاحقًا أسلوب التحدي الحاسم. دافع بشدة عن النزاهة الكاثوليكية كأساس للتعليم العام، ومع ذلك أقر بضرورة دمج عناصر من التيار الليبرالي السائد، حتى أن بعض العلماء أكدوا أن بولو اندمج تمامًا في نظام التعليم الليبرالي.
من السمات المميزة الأخرى لنظرة بولو موقفه تجاه التطور، على الرغم من اختلاف الآراء حول موقفه. يرى البعض أنها رد فعل كاثوليكي ظلامي نموذجي للتقدم العلمي، ورفِض لاعتباره إشراكية، وأصولية، وتقليدية، وأيديولوجية رجعية. يقترح البعض أن التوماوية الجديدة لم تكن رفضًا مفاجئًا للتقدم الذي أنتجه العلم، فقد حاول بولو التوصل إلى نهج تصالحي. على الرغم من أن موقفه من الداروينية يُصوَّر على أنه «هجوم عدواني وغير متسامح»، يرى آخرون أنه يتماشى مع المعايير العلمية للعصر، وعبارة عن أسئلة منهجية ومنتظمة -مثل تلك المتعلقة بالنقل الوراثي أو أنماط التباين- التي ظلت بلا إجابة حتى عشرينيات القرن العشرين. تشير دراسة مفصلة إلى أن بولو لم يشارك في الخطاب لتحدي نظرية التطور بل لمواجهة العلمانية التي استخدمتها كغطاء ضد النظرة الكاثوليكية الإسبانية.

## سياسي

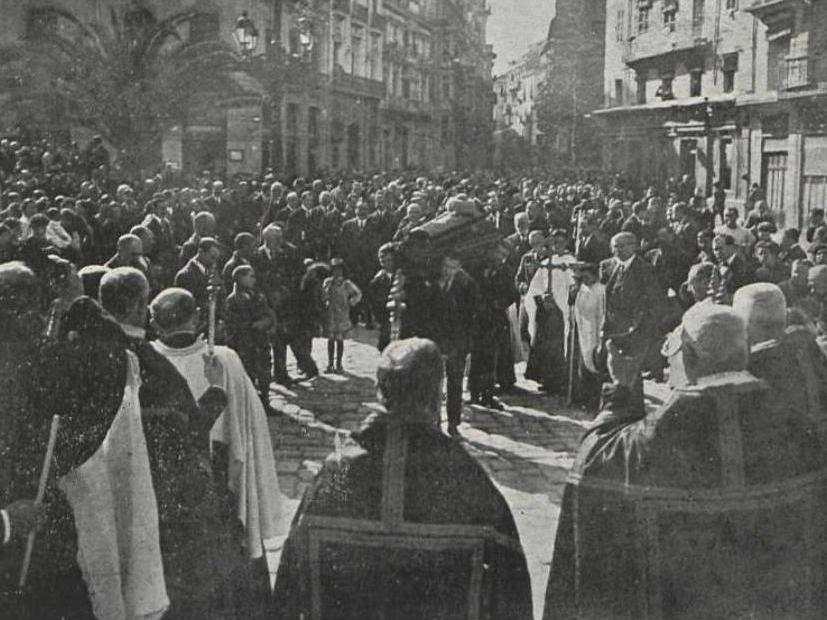
جنازة مانويل بولو إي بييرولون

بدأ بولو حياته السياسية في عام 1870، وتحدث في اجتماعات محلية في سييرا دي ألباراسين. خلال الحرب الكارلية الثالثة، دعم المتمردين كأوجالاتيرو، ووضع تحت مراقبة الشرطة مع حظر معظم ممتلكاته. واجه قيودًا وخوفًا على حياته، واختبأ مؤقتًا، وحتى بعد الهزيمة الكارلية في عام 1876 تعرض للمضايقة في مكان عمله في تيرويل لفترة طويلة.
في ثمانينيات القرن التاسع عشر، ساهم في القضية الشرعية في الغالب كروائي، ونشر الفضائل الكارلية لأبطاله، وكأستاذ، انتقد الأفكار الليبرالية التي نشرها اليهود والماسونية. في عامي 1891 و1893 خسر حملاته أمام كورتيس وانتصر أخيرًا في عام 1896. ركز في البرلمان على التعليم، ومعارضة خطط العلمنة الليبرالية، وتعزيز اللغات المحلية في المدارس. بعد الهزائم في الانتخابات المتتالية، استأنف مسيرته البرلمانية كعضو في مجلس الشيوخ في عام 1907، وأعيد انتخابه في عامي 1910 و1914. في الغرفة العليا واصل الدفاع عن موقف الكنيسة الكاثوليكية، وخاصة خلال أزمة لي ديل كاندادو، واعترِف به إلى حد ما كمعارض خطير من خلال الحيل الإجرائية التي استخدمها خصومه. وانتقد الآخرين على المساومة على نهج الحزب، ودخل هو نفسه في محادثات سرية مع المحافظين.
في تسعينيات القرن التاسع عشر ظهر بولو بين كبار الكارليين البلنسيين. أقام علاقات ودية مع ماركيز سيرالبو وعدد من القادة الوطنيين الآخرين، وأصبح تدريجيًا شخصية محورية. قُدم شخصيًا إلى كارلوس السابع، في عام 1901 اعتبِر مرشحًا لسكرتيرته الشخصية. كشف عن الاهتمام بسؤال العمال الناشئ، فقد ساهم في قانون لوريدان، ونشر برنامج الكارلية الرسمي وأقنع المدعي بإعادة تنظيم الحزب، وتوحيد سلسلة القيادة العسكرية والمدنية. أدرك تمامًا الحاجة إلى تحديث التقليدية، فقد قدر دور الهياكل الحزبية الفعالة، وبناء شبكة كثيفة.
في عام 1904 عُين بولو رئيسًا لفرع البلنسية. كان شخصية عنيدة، وكان مستاءً من القادة المشرقيين الآخرين، مانويل سيمو مارين وخواكين لورينز وفرنانديز. تأجج الصراع من الشخصيات القوية وأسلوب قيادة بولو الحازم والتناقضات بين الشرعيين وعوامل التمكين، على الرغم من أن الكارلية نظِر إليها عادةً على أنها متعصبة، لكنها في الواقع كانت تعاني دائمًا من الانقسام بين أولئك الذين يختارون «مالمينوريسمو» وأولئك الذين يفضلون «إتشرسي إل مونتي»؛ وقف بولو إلى جانب الأخير. يعود الفضل في تعنته إلى منع الحزب من الاندماج في الاتحاد الكاثوليكي، العصبة أو الهياكل التعاونية الأخرى. أيضًا على الساحة الوطنية، التي أفسدتها المؤامرات بين نقاد الكارلية، تدهورت علاقات بولو، بما في ذلك العلاقات مع كارلوس السابع وخاصة زوجته بيرثي دي روهان. اعتبر استقالته للملك الكارلي الجديد خايمي الثالث لفتة إجرائية بحتة، وصُدم لرؤيتها مقبولة، على الرغم من تعيينه عضوًا في مجلس الشيوخ في السلطة التنفيذية الوطنية، المجلس الوطني التقليدي، في عام 1912.
مع عدم وجود عائلة قريبة، أحاط نفسه بالكتب والعث والفراشات، وكرّس وقته لاستكمال ذكرياته الهائلة، وقد كان شخصًا غير متسامح ولاذع، بحلول نهاية حياته، ومع تقدمه في العمر زادت كراهيته للبشر شخص كراهية للبشر ودخل الذاكرة الحية باعتباره «رجلًا عجوزًا غاضبًا». أصبح متشائمًا بشكل متزايد فيما يتعلق بمستقبل التقليدية، ومتشككًا للغاية في قادتها السياسيين والمدعي نفسه. في وقت من الأوقات اعتبر نفسه قريبًا من النزعة التكاملية، رغم أنه حتى وفاته ظل مواليًا لسلالة الكارلية.